# Undae
 (juillet 2016).

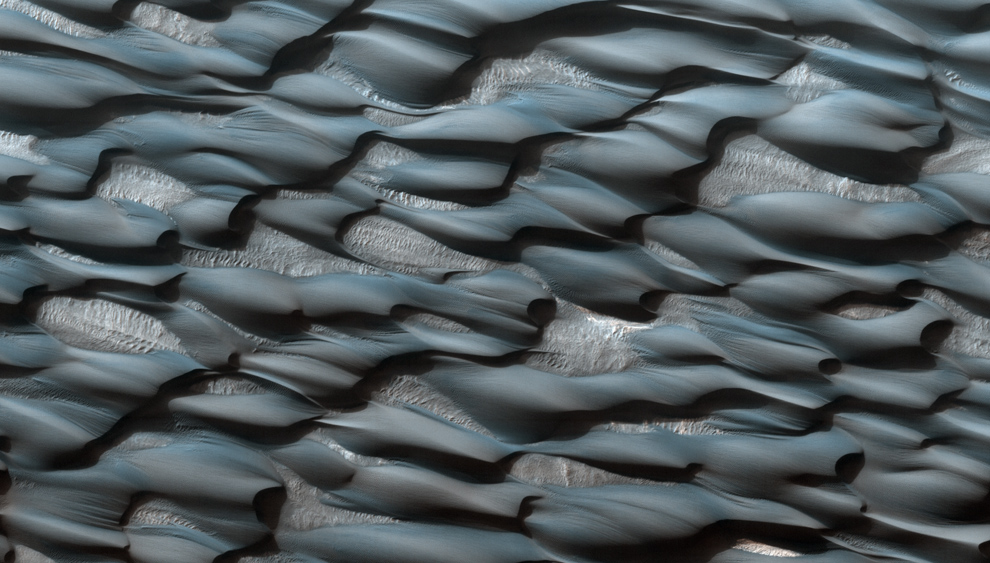
Vue d'Abalos Undae (Mars, couleurs modifiées).

En astronomie, le terme pluriel undae désigne un champ de dunes ou plus généralement des formations ou des structures ondulées à la surface d'un corps planétaire. Le terme vient du pluriel du nom latin unda, qui désigne de l'eau, en particulier de l'eau en déplacement (comme une vague).
En juillet 2016, des champs de dunes n'ont été nommés que sur Vénus, Mars et Titan.

## Vénus
Deux champs de dunes sont officiellement nommés sur Vénus, tous d'après des déesses :
- Al-Uzza Undae, 150 km de diamètre (d'après Uzza, déesse arabe)[2] ;
- Menat Undae, 100 km de diamètre (vraisemblablement d'après le Ménat, associé à la déesse égyptienne Hathor)[3].

L'ancienne formation « Ningal Undae » (d'après Ningal, déesse sumérienne) a été officiellement reclassée en tant que lineae en 2010 et renommée « Ningal Lineae ».

## Mars
Il existe six undae officiellement nommées sur Mars, qui portent le nom de régions d'albédo classiques, proches. 
Les cinq premières se trouvent entre 75°N et 85°N, entre Planum Boreum et Vastitas Borealis, dans le quadrangle MC-01, Mare Boreum. Ces champs de dunes couvrent 200° de longitude.
- Abalos Undae, 442 km de diamètre[6] ;
- Hyperboreae Undae, 463 km de diamètre[7] ;
- Olympia Undae, 1 507 km de diamètre[8] ;
- Siton Undae, 222 km de diamètre[9] ;
- Aspledon Undae, 215 km de diamètre[10].

Le dernier champ de dunes officiellement nommé se situe dans l'hémisphère sud, et est approximativement centré aux coordonnées -49°N et 293°E :
- Ogygis Undae, 87 km de diamètre[11].

### Champs dunaires de plus petites dimensions, explorés par rover
Dans le cadre de la mission MER-a (rover Spirit), une petite dune située dans le cratère Gusev a été nommée El Dorado de façon non officielle. Elle a été explorée par Spirit entre les sols 706 et 710. El Dorado est composée de sable noir « bien trié, bien arrondi et riche en olivine».
Le rover Opportunity de la mission MER-b a lui eu l'occasion de surplomber un champ de dunes piégé à l'intérieur du cratère d'impact Victoria. Sa tentative de descendre en partie dans ce cratère s'étant révélée fortement hasardeuse, le rover est ressorti du cratère sans avoir pu s'approcher de ce champ de dunes.
La mission Mars Science Laboratory (MSL) a dû, à l'intérieur du cratère Gale, contourner un champ de dunes noires entre son lieu d'atterrissage, Ray Bradbury landing site, et son point de début d'ascension du mont Sharp. Cette dune, active, avance d'environ une vingtaine de centimètres par an[réf. nécessaire]. Elle a été approchée par le rover Curiosity de cette mission pour en étudier les caractéristiques mécaniques et la composition[réf. nécessaire].

## Titan
Il existe cinq undae officiellement nommées sur Titan, toutes d'après des divinités grecques liées au vent :
- Boreas Undae, 260 km de diamètre (d'après Borée, personnification du vent du nord)[14] ;
- Eurus Undae, 220 km de diamètre (d'après Euros, personnification du vent de l'est)[15] ;
- Zephyrus Undae, 130 km de diamètre (d'après Zéphyr, personnification du vent de l'ouest ou du nord-ouest)[16] ;
- Notus Undae, 530 km de diamètre (d'après Notos, le vent du sud)[17] ;
- Aura Undae, 490 km de diamètre (d'après Aura, personnification de la brise et de l'air frais du matin)[18].